# Chiesa di San Biagio (Desenzano del Garda)
La chiesa di San Biagio è una chiesa cattolica situata a Rivoltella del Garda, frazione del comune di Desenzano del Garda in provincia di Brescia; è stata la chiesa principale del paese fino al 2001.

## Storia e descrizione
Situata sul porticciolo, esisteva già all'inizio del Quattrocento. Si ipotizza che fosse collegata ad un piccolo borgo di case disposte lungo la strada. La struttura della chiesa ha subito importanti ristrutturazioni negli anni, l'ultima nel 1923.
Nel Settecento il portone centrale venne sostituito, nella sua funzione di entrata, dal portone sul lato destro, a causa di alcuni lavori di manutenzione; sempre in quest'epoca fu costruito il porticato con colonne, che nell'Ottocento diventò luogo di sepoltura. In origine i porticati dovevano essere due, ma uno di essi è rimasto incompleto (ci sono solo una traccia sul terreno e una colonna spezzata).
All'interno la chiesa ha un'unica navata con una volta a botte e le decorazioni sono ottocentesche.

## Affreschi
All'interno la chiesa è ricca di affreschi: al centro della volta ne troviamo uno rappresentante la glorificazione di san Biagio con fanciulli alati; inoltre se ne trovano molti altri, di epoche differenti, raffiguranti il martirio di san Biagio; è presente anche il dipinto del santo che guarisce un giovane sul punto di morire a causa di una spina in gola.
Dietro l'altare vi è un’Ultima cena di Zeno Donise (1574 circa – Verona, 1611) del 1608.
Nella sagrestia ci sono altri affreschi del Settecento, di un autore sconosciuto che ha tentato di imitare i grandi modelli classici.
Commovente l'affresco della Trasfigurazione di Gesù sul Monte Tabor.
La chiesa inoltre è ricca di altri affreschi che illustrano scene sacre.